# Batterie solide

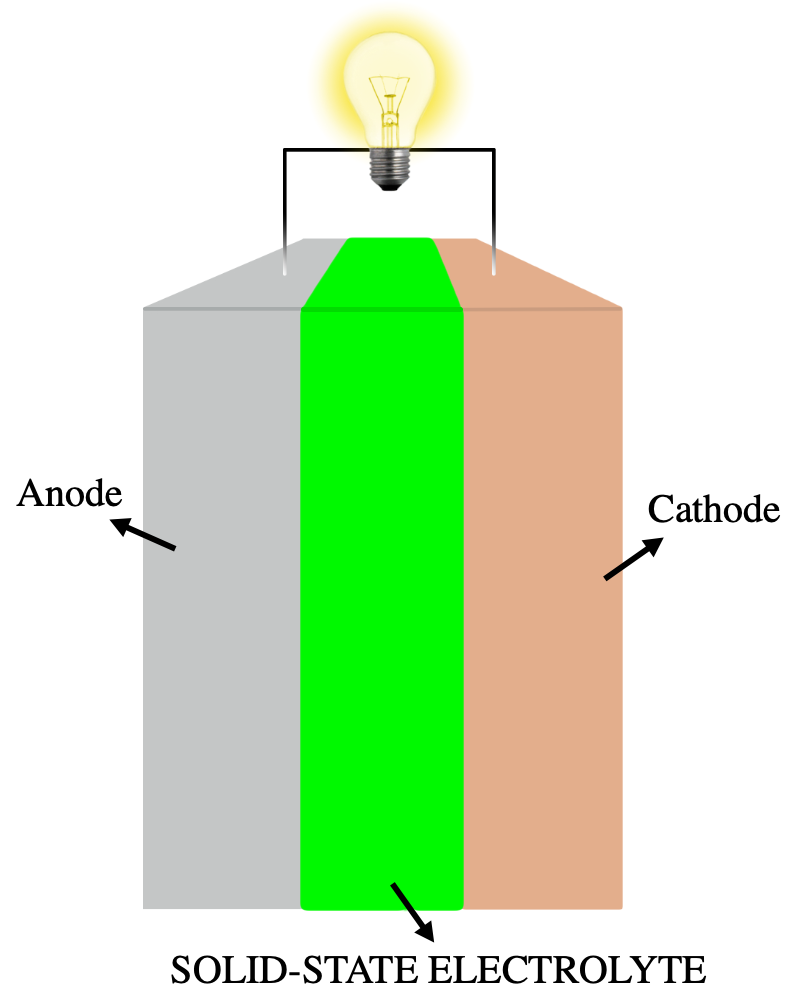
Principe de la batterie à électrolyte solide.

Une batterie solide, également appelée batterie à électrolyte solide ou batterie tout solide désigne un type d'accumulateur électrique pour lequel l'électrolyte, placé entre l'anode et la cathode, est solide, sous forme d'une plaque de verre ou de gel,,. 

## Caractéristiques
Ce type d'accumulateur est vu comme un remplaçant des accumulateurs lithium-ion, en raison d'une densité énergétique supérieure, mais également d'une plage de température d'utilisation plus élevée : de −20 °C à plus de 100 °C contre de 15 °C à 35 °C, ainsi que d'un risque moindre d'embrasement ou d'explosion,. Par ailleurs, il devrait permettre de se passer de métaux coûteux comme le cobalt.
Une étude de Transport & Environnement (2022) compare une batterie solide à cathode NMC-811, l’une des chimies les plus prometteuses, à la technologie lithium-ion actuelle. La batterie solide permettrait, selon cette analyse, de réduire l'empreinte carbone des batteries de 24 %. Dans le cas de matériaux sourcés de la manière la plus durable (lithium extrait de puits géothermiques, dont l'impact climatique est bien moindre que celui de l'extraction à partir de roches), cette réduction pourrait même atteindre 39 %. Elle peut requérir jusqu'à 35 % de lithium en plus, mais utilise beaucoup moins de graphite et de cobalt.

## Utilisation
Les batteries solides sont présentes dans les pacemakers depuis les années 1970.
Une batterie solide permettrait d'augmenter fortement l'autonomie des véhicules électriques ou d'abaisser le poids et le coût des véhicules en conservant le même rayon d’action grâce à leur capacité énergétique jusqu’à 3 fois plus élevée que celle des habituelles batteries lithium-ion ; elle éliminerait le risque d’auto-incendie, ne demanderait pas une gestion thermique compliquée, nécessiterait moins de précautions de manipulation, serait plus facile et moins chère à produire.

## Technologie des films minces pour batteries solides Lithium-ion
L'anode et la cathode échangent des ions lithium comme dans une batterie traditionnelle à électrolyte liquide :
- La cathode consiste en une fine couche d'oxyde métallique tel que LiCoO2, LiMn2O4 ou LiFePO4
- L'anode peut consister en des nanotubes de carbone ou des nano-fils d'argent
- L'électrolyte solide, qui tient également lieu de séparateur afin d'éviter un court-circuit entre l'anode et la cathode, est un film mince composé de sulfure et de polymère.

Le sulfure, tel que par exemple Li6PS5Cl, est choisi en raison de sa forte conductivité en ions Li et de sa faible masse. 
Pour réduire le poids de la batterie, il est très important d'obtenir des films électrolytes très minces. En 2024, les films utilisés dans l'industrie font souvent plus de 100 µm d'épaisseur, et l'objectif des chercheurs est d'obtenir entre 20 et 50 µm, tout en permettant la production de films assez larges et durables,.

## Par constructeur

### Blue solutions
Le groupe Bolloré a développé les batteries LMP (Lithium Metal Polymer) après plus de 20 années de recherche et développement. La technologie initiale imposait de maintenir la température des batteries à 60 °C pour éviter leur décharge, mais une solution permet dorénavant de fonctionner à 20 °C.
En 2001, le groupe Bolloré crée Blue Solutions, qui marque le lancement de l'activité de production de ces batteries. En 2016, une autre usine est inaugurée, toujours en Bretagne, pour la construction du Bluebus 12 mètres. Bluetorino, un service italien d'autopartage 100 % électrique, est développé à Turin. Blue solutions développe en parallèle, des applications stationnaires comme le stockage d'énergie.

### Dongfeng
Le constructeur automobile chinois Dongfeng Motor Corporation présente en janvier 2022 cinquante voitures électriques Aeolus E70 équipées de batteries solides affichant une capacité de 157 Wh/kg, conçues en association avec Ganfeng Lithium. Elles serviront de véhicules de démonstration pour les batteries solides. Dongfeng a des coentreprises avec Nissan, Renault, Honda et Stellantis,.

### Hydro-Québec
Hydro-Québec a développé une technologie dont elle souhaite commercialiser la licence.

### General Motors et Honda
Les entreprises General Motors et Honda annoncent en juin 2018 un partenariat pour la construction industrielle de batteries destinées à leurs futurs véhicules.

### Toyota
Toyota vise à équiper ses véhicules de batteries solides d'ici à 2025, pour son vice-président Didier Leroy en 2017, date depuis reportée à 2027.
Toyota considère en 2023 que ses batteries à l’état solide ne seront pas disponibles commercialement avant 2027 ou 2028,.

### Saft
Saft annonce en février 2018 la création d'une alliance, comportant notamment Solvay, Manz AG (de) et Siemens pour développer ce type de batterie.

### Volkswagen
Volkswagen est allié à QuantumScape (en). Ils annoncent début 2024 que leur batterie conserve 95% de sa capacité après 1000 cycles de charge.

### Ford, BMW, Hyundai
Ford annonce en avril 2019 un investissement dans la start-up américaine Solid Power qui exploite les recherches sur les batteries à l'état solide de l’université du Colorado installée à Boulder. BMW et Hyundai figurent déjà sur la liste des entreprises qui soutiennent la startup.
BMW annonce en décembre 2023 que ses clients ne pourraient pas bénéficier des batteries à l’état solide avant 2030,.

### ProLogium
Mercedes investit en janvier 2022 plusieurs dizaines de millions d'euros dans la société taïwanaise ProLogium, fondée en 2006, une des sociétés pionnières des batteries à électrolyte solide. Le constructeur automobile vietnamien VinFast a investi un montant du même ordre en juillet 2022 dans Prologium, qui a également conclu des coopérations stratégiques avec les entreprises chinoises Nio et Aiways. 
Prologium a lancé une ligne pilote de 40 MWh en 2017 à Taïwan et prévoit d'ouvrir une première ligne de production de masse de 3 GWh fin 2022 ou début 2023, également à Taïwan. Il compte ensuite construire deux gigafactories de 50 à 60 GWh chacune, l'une aux États-Unis et l'autre en Europe, qui commenceraient à produire mi-2026, le choix europeén pouvant alors porter sur la France, l'Allemagne, le Royaume-Uni, la Pologne ou les Pays-Bas.
La société taïwanaise ProLogium construit à Taoke à 60 km de Taipei, sa première usine dite de préproduction de batteries à électrolyte hybride (contenant encore 10 % de produit liquide), inaugurée le 23 janvier 2024. Sa capacité initiale est de 0,5 GWh, et doit être portée à 2 GWh.
Le 12 mai 2023, le président Emmanuel Macron annonce la construction à Dunkerque d'une usine de batteries « solides » par ProLogium, dont le démarrage est prévu en 2026. Représentant un investissement de 5,2 milliards d'euros, et 3 000 emplois directs potentiels à horizon 2030, sa capacité de 48 GWh permettra d'équiper entre 500 000 et 700 000 voitures électriques. Les services de la Direction générale des entreprises (DGE) avaient identifié ProLogium dès 2017, et les autorités françaises, au sommet de l'État et en région, soutenues par la DGE et Business France, ont multiplié les contacts jusqu'à obtenir le choix de Dunkerque, plutôt que les États-Unis ou un autre pays européen, grâce à une subvention comprise entre 1 et 1,5 milliard d'euros. L'approvisionnement en électricité décarbonée, la main-d’œuvre qualifiée disponible et la proximité de plusieurs clients (Renault, Peugeot) ont aussi pesé dans ce choix,.